# Александър VII
Александър VII (на латински: Alexander VII) е папа на Римокатолическата църква от 1655 г. Светското му име е Фабио Киджи (на италиански: Fabio Chigi).
Бъдещият папа Александър е роден на 13 февруари 1599 г. в известно банкерско семейство. След като получава свещенически сан, многостранно образованият младеж постъпва на папска служба. В продължение на 13 години той изпълнява функцията на папски нунций в Кьолн. През 1651 г. става кардинал. Въпреки съпротивата на френския двор, той е избран за папа с поддръжката на Испания (след 80 дни заседание на конклава).
Отношенията с Франция се влошават. Благодарение на папското меценатство в Рим се създават шедьоври на бароковата архитектура. Именно по това време на площада „Св. Петър“ е издигната прекрасна колонада, произведение на италианския архитект – Джовани Лоренцо Бернини (1598 – 1680).